# Rue de l'Abbé-Groult
Pour les articles homonymes, voir Groult.
La rue de l’Abbé-Groult est une rue du 15e arrondissement de Paris.

## Situation et accès
La rue de l'Abbé-Groult est une voie du 15e arrondissement longue d'un peu plus d'un kilomètre. Orientée nord-ouest/sud-est, elle relie la place Étienne-Pernet à la place Charles-Vallin. Son gabarit est variable, entre 10 et 24 m, sa section la plus étroite se situant entre la rue Marmontel et le passage Dombasle.

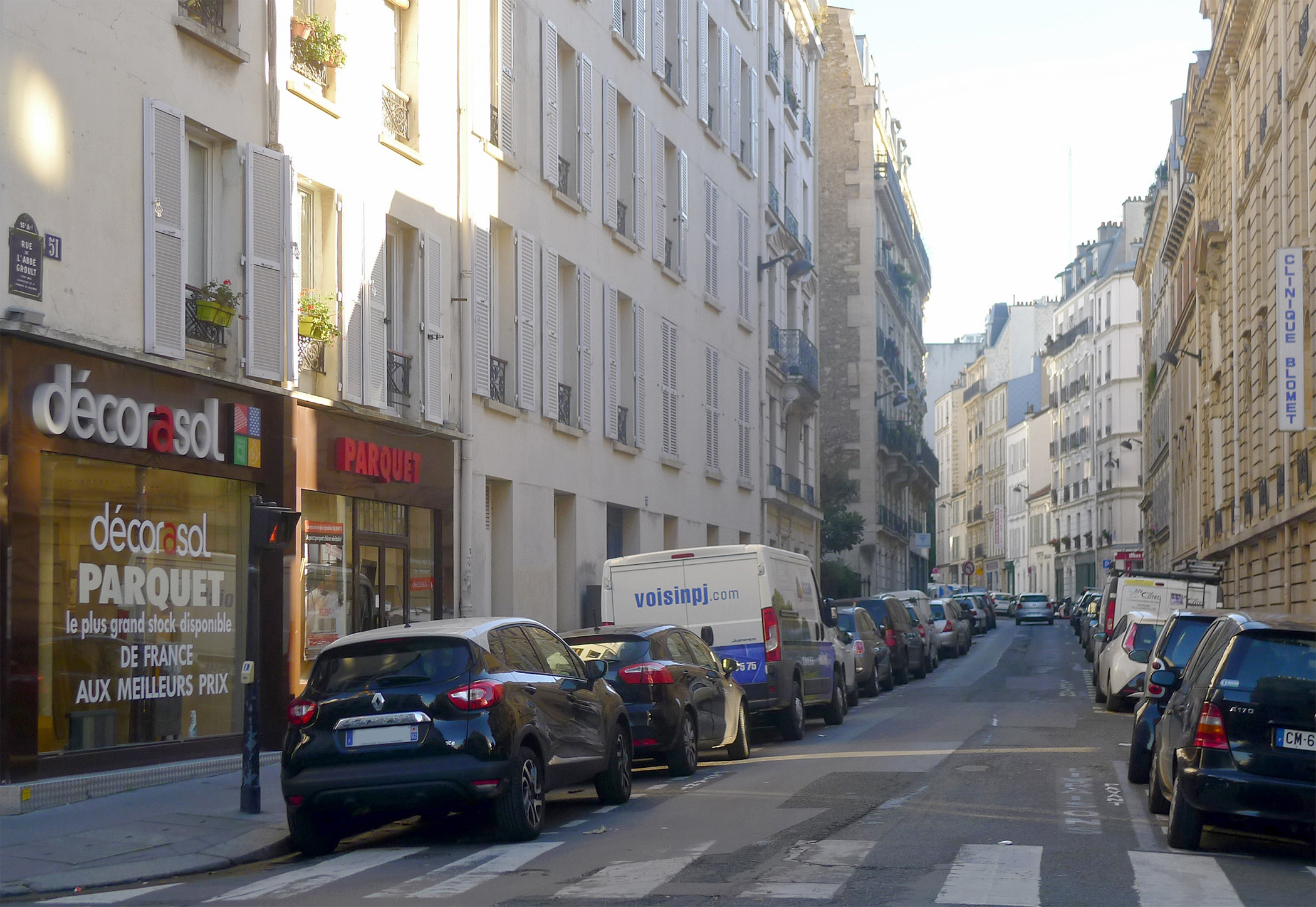
La rue vue depuis la rue Lecourbe.
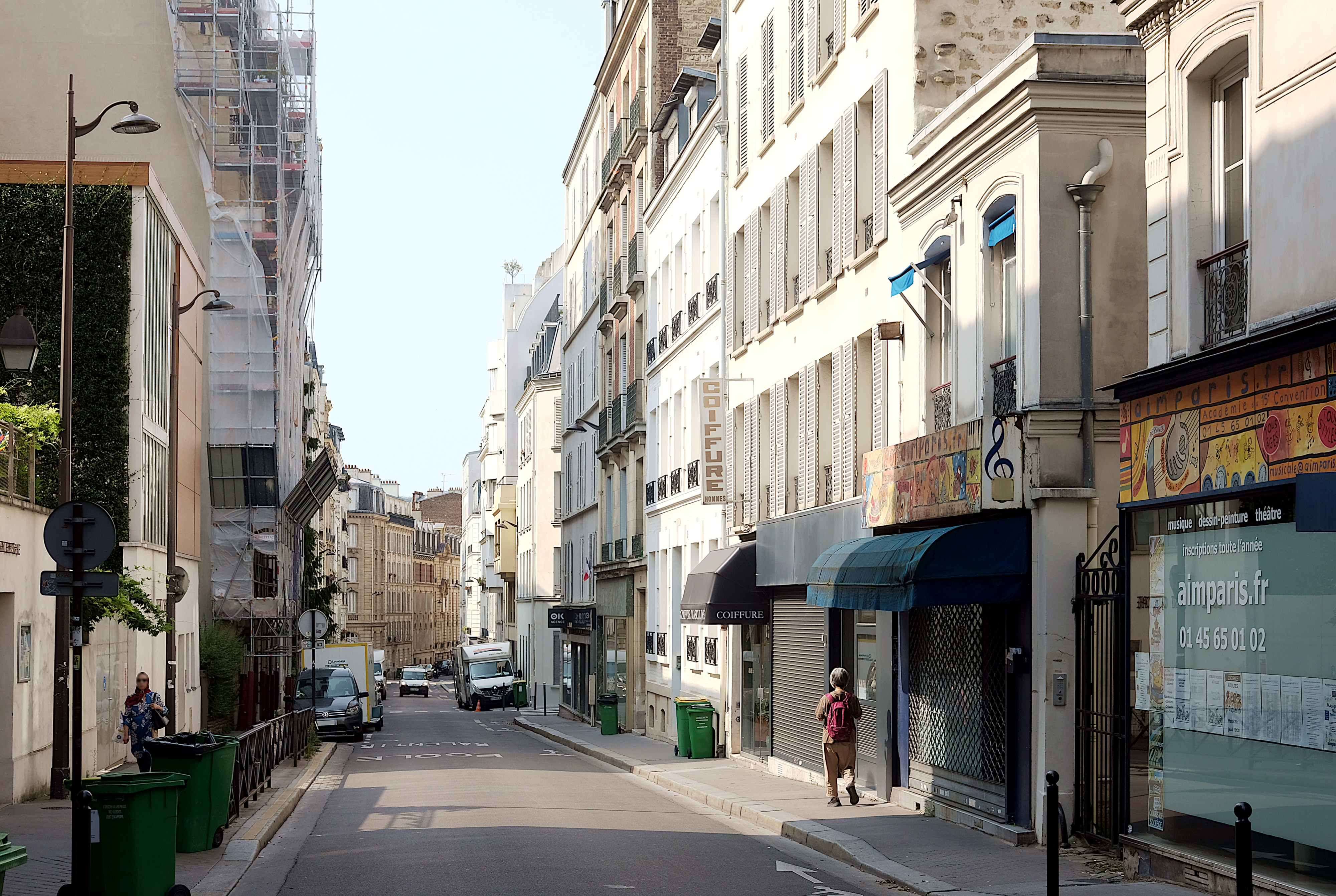
La rue vue depuis la rue de Vaugirard.

## Origine du nom
Le nom a été donné en l'honneur de l'abbé Groult d'Arcy (1763-1843), bienfaiteur de la commune de Vaugirard pour avoir offert la rue elle-même à la commune, puis légué le terrain sur lequel a été édifiée la nouvelle église Saint-Lambert de Vaugirard, qui donna, après le rattachement de Vaugirard à Paris en 1860, son nom au quartier Saint-Lambert, un des 80 quartiers administratifs de Paris (57e quartier de Paris).

## Historique

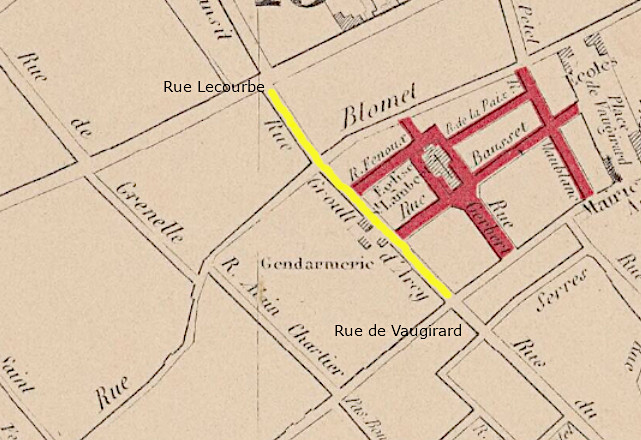
Une partie de la rue de l'Abbé-Groult (en jaune), dite à l'époque « rue Groult d'Arcy », sur le plan d'Eugène Andriveau-Goujon (Paris, 1848) ; en rouge, le tracé des voies à créer.

La rue de l’Abbé-Groult faisait partie des anciennes communes de Vaugirard et Grenelle et a d'abord été appelée selon les sections :
- « rue du Transit » (aussi route ou boulevard) entre la rue du Pourtour-de-l’Église (devenue place Étienne-Pernet) et la rue de la Croix-Nivert, à cause du voisinage de la gare de chemin de fer ;
- « rue Basse-du-Transit », entre la rue de la Croix-Nivert et la rue Lecourbe ;
- « rue Groult-d'Arcy », entre la rue Lecourbe et la rue de Vaugirard ;
- « rue Haute-du-Transit », entre la rue de Vaugirard et la place Charles-Vallin.

En 1820, l’abbé Groult acquiert une vaste propriété qui s'étend de la rue Blomet à la Grande Rue de Vaugirard. Il y loge ses pensionnaires et entre au conseil municipal de Vaugirard et au conseil de fabrique. Il lotit sa propriété et fait don d'une rue à la commune en obtenant qu'elle porte son nom. À sa mort en 1843, il lègue le terrain sur lequel l’église Saint-Lambert de Vaugirard a été construite.

## Bâtiments remarquables et lieux de mémoire
- No 39 : la chanteuse Jenny Alpha y vécut de 1973 à 2010 ; une plaque lui rend hommage.
- No 48 : atelier de la peintre Blanche Camus[1].
- No 82 : école privée Saint-Christophe, anciennement école privée Saint-Louis.
- No 83 : congrégation et siège social des Sœurs de Saint-Joseph-de-l'Apparition, ancien pensionnat de l'Œuvre des bons-enfants[2].
- No 99 : QG du mouvement En marche ! d'Emmanuel Macron en 2016[3]-2017.
- No 105 : église évangélique luthérienne Saint-Sauveur.
- No 125 : réservoir de Grenelle.
- No 125 bis : emplacement de la fontaine marchande de Vaugirard[4].

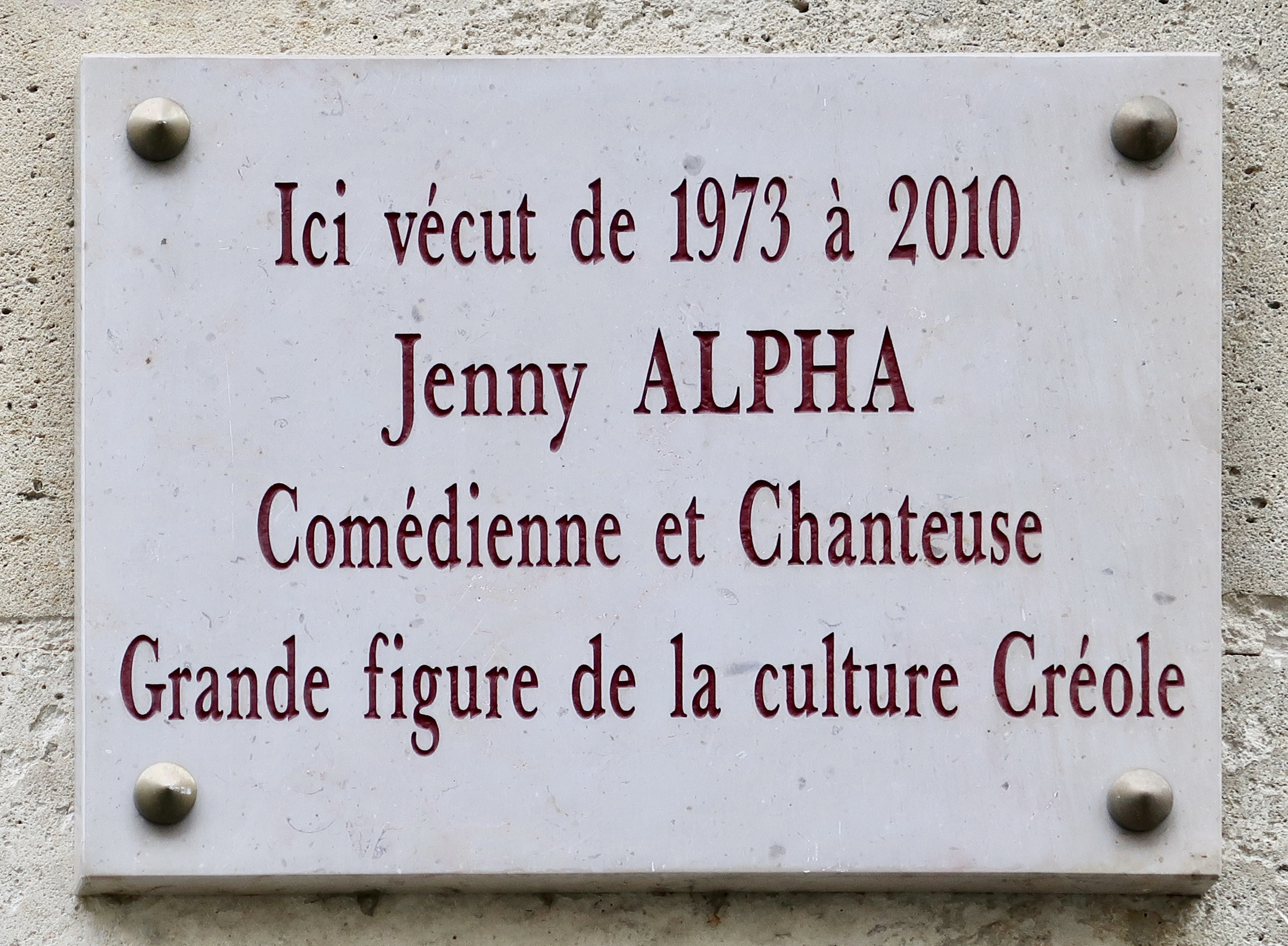
Plaque au no 39.